# Девід Максвелл
Девід Максвелл  (англ. David Maxwell, 8 квітня 1951) — британський веслувальник, олімпійський медаліст.

## Виступи на Олімпіадах
| Олімпіада     | Дисципліна                     | Місце |
| ------------- | ------------------------------ | ----- |
| Мюнхен 1972   | двійка розстібна зі стерновим  | 8     |
| Монреаль 1976 | вісімка розстібна зі стерновим | 2     |